# Хелшен-Херингсанд-Унтершар
Хелшен-Херингсанд-Унтершар (њем. Hellschen-Heringsand-Unterschaar) општина је у њемачкој савезној држави Шлезвиг-Холштајн. Једно је од 115 општинских средишта округа Дитмаршен. Према процјени из 2010. у општини је живјело 175 становника. Посједује регионалну шифру (AGS) 1051045.

## Географски и демографски подаци
Хелшен-Херингсанд-Унтершар се налази у савезној држави Шлезвиг-Холштајн у округу Дитмаршен. Општина се налази на надморској висини од 2 метра. Површина општине износи 7,0 km². У самом мјесту је, према процјени из 2010. године, живјело 175 становника. Просјечна густина становништва износи 25 становника/km².